# Fabriciana nivaeus
Fabriciana nivaeus är en fjärilsart som beskrevs av Charles Oberthür. Fabriciana nivaeus ingår i släktet Fabriciana och familjen praktfjärilar. Inga underarter finns listade i Catalogue of Life.